# Person mit besonderen kulturellen Verdiensten
Die Auszeichnung als  Person mit besonderen kulturellen Verdiensten (jap. 文化功労者, Bunka Kōrōsha) wurde eingeführt, um einer Person, die sich in besonderem und ganz erheblichem Maße um die Entwicklung und den Fortschritt der Kultur Japans verdient gemacht hat, eine Geldzuwendung in Form eines Ehrensoldes zukommen zu lassen: der vom Kaiser vergebene Kulturorden darf dem Gesetz nach nicht mit einer Geldzuwendung verbunden werden. Die Auszeichnung wird seit 1951 vergeben, wobei die bis dahin ausgezeichneten Träger des Kulturorden nachträglich zur Person mit besonderen kulturellen Verdiensten ernannt wurden, damit auch sie von der Geldzuwendung profitieren konnten. Jährlich werden circa 15 Personen ausgezeichnet, einige davon – seit den siebziger Jahren – gleichzeitig mit dem ranghöheren Kulturorden.
Die Ernennung zur Person  mit besonderen kulturellen Verdiensten erfolgt durch den Minister für Bildung, Kultur, Sport, Wissenschaft und Technologie und gilt als bedeutende Ehrung in Japan. Die Auszeichnung wird auf Lebenszeit vergeben und sie ist mit einer Pensionszahlung in Höhe von 3,5 Millionen Yen (ca. 34.000 Euro, 2011) jährlich verbunden. Die Gesamtausgaben für diese Rentenzahlungen beliefen sich 2009 auf ca. 800 Mio. Yen. Die Zahlung und ihre Höhe regelt das Rentengesetz für Personen mit besonderen kulturellen Verdiensten (文化功労者年金法, Bunka Kōrōsha Nenkinhō). Die Summe von 3,5 Mio. Yen wurde 1982 in den Ausführungsbestimmungen zum Rentengesetz festgelegt (文化功労者年金法施行令, Bunka Kōrōsha Nenkinhō Shikōrei).
Ein Auswahlgremium, das sich aus Universitätsprofessoren und Schriftstellern zusammensetzt, trifft eine Vorauswahl der Kandidaten, aus denen wiederum der Minister die Laureaten bestimmt. Die Bekanntgabe der Preisträger erfolgt gemeinsam mit der Bekanntgabe der Laureaten für den japanischen Kulturorden am 3. November, dem Tag der Kultur. Die Auszeichnung berücksichtigt seit einigen Jahren nicht nur die Bereiche Kunst und Wissenschaft, sondern auch Film, Kunsthandwerk, Sport u. a. Die Nationalität der ausgezeichneten Personen ist kein Ausschlusskriterium, ist allerdings selten: bisher wurde der Preis an drei Nicht-Japaner vergeben: 1999 an Marius Berthus Jansen, 2002 an Donald Keene und 2010 an Wáng Zhēnzhì (Sadaharu Oh).
Bis November 2020 wurden 917 Personen ausgezeichnet.

## Vollständige Liste der Personen mit besonderen kulturellen Verdiensten

### 1951 bis 1960
- 1951: Honda Kōtarō (Physiker und Metallurge) – Sasaki Nobutsuna (Schriftsteller) – Yokoyama Taikan (Maler) – Takagi Teiji (Mathematiker) – Kawai Gyokudō (Maler) – Sasaki Takaoki (Mediziner) – Itō Chūta (Architekt) – Asahina Yasuhiko (Chemiker) – Yukawa Hideki (Physiker) – Wada Eisaku (Maler) – Tanakadate Aikitsu (Geophysiker) – Okabe Kinjirō (Ingenieur Elektrotechnik) – Shiga Kiyoshi (Arzt, Bakteriologe) – Nakada Kaoru (Jurist) – Tawara Kuniichi (Metallurge) – Kihara Hitoshi (Genetiker) – Hasegawa Nyozekan (Journalist) – Asakura Fumio (Bildhauer) – Yasuda Yukihiko (Maler) – Tsuda Sōkichi (Historiker) – Daisetz Teitaro Suzuki (Buddhologe) – Okada Takematsu (Meteorologe) – Majima Rikō (Chemiker) – Tanizaki Jun’ichirō (Schriftsteller) – Shiga Naoya (Schriftsteller) – Makino Eiichi (Jurist) – Tanabe Hajime (Philosoph) – Fujii Kenjirō (Botaniker, Genetiker) – Mishima Tokushichi (Metallurge) – Kobayashi Kokei (Maler) – Doi Bansui (Dichter) – Masamune Hakuchō (Schriftsteller, Dramatiker) – Mitsuda Kensuke (Pathologe) – Makino Tomitarō (Botaniker)

- 1952: Yanagita Kunio (Ethnologe) – Kikuchi Seishi (Physiker) – Saitō Mokichi (Dichter) – Mushanokōji Saneatsu (Schriftsteller, Maler) – Nakamura Kichiemon I. (Kabuki-Schauspieler) – Umehara Ryūzaburō (Maler) – Kumagai Taizō (Mediziner) – Sasaki Sōichi (Jurist) – Tsuji Zennosuke (Historiker) – Shin’ichirō Tomonaga (Physiker) – Nagai Kafū (Dramatiker, Essayist) – Yasui Sōtarō (Maler) – Ui Hakuju (Mönch, Buddhologe) – Yabe Hisakatsu (Geowissenschaftler) – Yamazaki Chōun (Bildhauer)

- 1953: Andō Hirotarō (Agrarwissenschaftler) – Itaya Hazan (Töpfer) – Ogawa Mimei (Kinderbuchautor) – Kanbe Masao (Jurist, Ökonom) – Katori Hotsuma (Gießer, Schriftsteller) – Kita Roppeita XIV. (Nō-Darsteller) – Kitajima Taichi (Arzt, Bakteriologe) – Nakamura Seiji (Physiker) – Haneda Tōru (Historiker) – Yamada Yoshio (Linguist)

- 1954: Katsunuma Seizō (Mediziner) – Kaburagi Kiyokata (Maler) – Kindaichi Kyōsuke (Linguist) – Shiota Hiroshige (Chirurg) – Takahama Kyoshi (Schriftsteller) – Hagiwara Yūsuke (Astronom) – Hirakushi Denchū (Bildhauer) – Matsumura Shōnen (Entomologe) – Yamada Kōsaku (Komponist) – Yamada Saburō (Jurist)

- 1955: Ōtani Takejirō (Geschäftsmann) – Kitamura Rokurō (Onnagata) – Shibusawa Motoji (Ingenieur Elektrotechnik) – Kineya Jōkan II. (Shamisen-Spieler) – Hiranuma Ryōzō (Geschäftsmann, Politiker) – Futaki Kenzō (Mediziner) – Maeda Seison (Maler) – Masumoto Hakaru (Physiker) – Yamashita Shintarō (Maler) – Watsuji Tetsurō (Philosoph)

- 1956: Komori Shichirō (Postbeamter) – Sakamoto Hanjirō (Maler) – Maki Yūkō (Bergsteiger) – Shimmura Izuru (Linguist) – Furuhata Tanemoto (Rechtsmediziner) – Murakami Takejirō (Metallurg) – Yagi Hidetsugu (Physiker)

- 1957: Ogata Tomozaburō (Pathologe) – Kubota Mantarō (Schriftsteller) – Kodaira Kunihiko (Mathematiker) – Nishiyama Suishō (Maler) – Yoshizumi Kosaburō (Balladensänger) – Katō Yogorō (Chemiker) – Shioiri Matsusaburō (Bodenkundler) – Nakazawa Hiromitsu (Maler) – Yanagi Muneyoshi (Religionsphilosoph) – Wada Sanzō (Maler)

- 1958: Kitamura Seibō (Bildhauer) – Kondō Heizaburō (Pharmakologe) – Nozoe Tetsuo (Chemiker) – Matsubayashi Keigetsu (Maler) – Kameyama Naoto (Chemiker) – Suzuki Torao (Literaturwissenschaftler) – Takahashi Satomi (Philosoph) – Andō Kō (Violinistin) – Kubota Utsubo (Dichter) – Wada Sanzō (Maler)

- 1959: Kawabata Ryūshi (Maler) – Koizumi Shinzō (Wirtschaftswissenschaftler) – Niwa Yasujirō (Ingenieur Elektrotechnik) – Satomi Ton (Schriftsteller) – Yoshida Tomizō (Mediziner) – Itō Seiya (Agrarwissenschaftler) – Ichikawa Sanki (Anglist) – Ueno Naoteru (Philosoph) – Tsuji Hisashi (Maler) – Yoshida Bungorō (Puppenspieler)

- 1960: Oka Kiyoshi (Mathematiker) – Satō Haruo (Dichter) – Tanaka Kōtarō (Jurist) – Yoshikawa Eiji (Schriftsteller) – Imamura Arao (Mediziner) – Ono Akimasa (Ingenieur Maschinenbau) – Tanaka Kan'ichi (Erziehungspsychologe) – Takeuchi Yoshio (Orientalist, Philosoph) – Toyotake Yamashirono Shōjō (Puppenspieler) – Bandō Mitsugorō (Kabuki Darsteller)

### 1961 bis 1970
- 1961: Kawabata Yasunari (Schriftsteller) – Tomimoto Kenkichi (Kunstkeramiker) – Dōmoto Inshō (Maler) – Fukuda Heihachirō (Maler) – Mizushima Sanichirō (Chemiker) – Amano Teiyū (Philosoph, Pädagoge) – Tanaka Yoshi (Chemiker) – Kotake Yashirō (Biochemiker) – Ishihara Shinobu (Mediziner) – Mifune Kyūzō (Judoka)

- 1962: Umezawa Hamao (Mikrobiologe) – Okumura Togyū (Maler) – Kuwada Yoshinari (Biologe) – Nakamura Gakuryō (Maler) – Ishihara Ken (Historiker) – Shibata Yūji (Chemiker) – Takahashi Seiichirō (Wirtschaftswissenschaftler) – Tatsuno Yutaka (Literaturwissenschaftler) – Naitō Tachū (Architekt) – Kiyomoto Juhē (Rezitator)

- 1963: Kuno Yasu (Physiologe) – Koga Issaku (Ingenieur Nachrichtentechnik) – Kobayashi Hideo (Schriftsteller, Kritiker) – Katayama Nampū (Maler) – Umehara Sueji (Archäologe) – Anodera Naosuke (Mediziner) – Ichikawa Jukai III (Kabuki Darsteller) – Nobutoki Kiyoshi (Komponist) – Hara Ryūzaburō (Ingenieur) – Matsuda Gonroku (Lackmeister)

- 1964: Kaya Seiji (Physiker) – Osaragi Jirō (Schriftsteller) – Yabuta Teijirō (Chemiker) – Yoshida Isoya (Architekt) – Wagatsuma Sakae (Jurist) – Hanayagi Shōtarō (Onnagata) – Arishima Ikuma (Maler) – Fujikage Seiju (Tänzerin) – Takata Yasuma (Ökonom, Soziologe) – Yamaguchi Susumu (Buddhologe)

- 1965: Akahori Shirō (Biochemiker) – Koito Gentarō (Maler) – Takami Jun (Schriftsteller) – Morohashi Tetsuji (Linguist) – Yamaguchi Hōshun (Maler) – Yamamoto Yūzō (Dramatiker, Politiker) – Nogami Yaeko (Schauspielerin) – Ichikawa Sadanji III. (Kabuki Darsteller) – Arakawa Bunroku (Ingenieur) – Honjō Eijirō (Wirtschaftshistoriker) – Majima Masaichi (Physiker)

- 1966: Ibuse Masuji (Schriftsteller) – Nitta Isamu (Chemiker) – Tokuoka Shinsen (Maler) – Higashiyama Chieko (Schauspielerin) – Takaishi Shingorō (Geschäftsmann) – Tsunetō Kyō (Rechtsphilosoph) – Hisamatsu Sen'ichi (Literaturwissenschaftler) – Horibo Shinkichi (Pädagoge) – Matsumoto Shin'ichi (Mediziner) – Yamazaki Kakutarō (Lackmeister)

- 1967: Sakaguchi Kin’ichirō (Chemiker) – Hayashi Takeshi (Maler) – Murano Tōgo (Architekt) – Yamagata Masao (Schiffbauingenieur) – Kawatake Shigetoshi (Theaterwissenschaftler) – Takagi Yasaka (Politikwissenschaftler) – Torigai Risaburō (Ingenieur Elektrotechnik) – Nakada Mizuho (Chirurg) – Niizeki Ryōzō (Literaturwissenschaftler) – Bundō Shunkai (Mönch, Kalligraph)

- 1968: Kurokawa Toshio (Mediziner) – Suzuki Masatsugu (Bauingenieur) – Hamada Shōji (Kunstkeramik) – Ono Chikkyō  (Maler)- Sagara Morio (Literaturwissenschaftler) – Suzuki Suiken (Schriftsteller) – Sono Masazō (Mathematiker) – Nakayama Ichirō (Wirtschaftswissenschaftler) – Fukuhara Rintarō (Anglist, Essayist) – Yamada Shōtarō (Sänger)

- 1969: Shishi Bunroku (Schriftsteller) – Ochiai Eiji (Pharmakologe) – Shōda Kenjirō (Mathematiker) – Higashiyama Kaii (Maler) – Kiritake Monjūrō II. (Puppenspieler) – Kaneshige Kangurō (Ingenieur Maschinenbau) – Shima Hideo (Ingenieur) – Miyazawa Toshiyoshi (Jurist) – Yamaga Seika (Färber) – Yoshikawa Kōjirō (Sinologe)

- 1970: Okinaka Shigeo (Mediziner) – Munakata Shikō (Holzschneider) – Asō Isoji (Literaturwissenschaftler) – Iwada Tōshichi (Kunsthandwerker) – Okada Yō (Zoologe) – Koyama Keizō (Maler) – Tōbata Seiichi (Wirtschafts- und Agrarwissenschaftler)- Horiguchi Daigaku (Dichter, Übersetzer) – Yashiro Yukio (Kunsthistoriker) – Watanabe Yasushi (Ingenieur Elektrotechnik)

### 1971 bis 1980
- 1971: Akagi Masao (Agrarwissenschaftler) – Arakawa Toyozō (Kunstkeramiker) – Yasui Takuma (Wirtschaftswissenschaftler) – Nakamura Kanzaburō XVII – Nishiwaki Junzaburō (Schriftsteller) – Hattori Shirō (Linguist) – Hiratsuka Eikichi (Erforscher der Seide) – Mizutani Yaeko (Schauspielerin) – Morito Tatsuo (Pädagoge, Soziologe)- Wadachi Kiyoo (Seismologe)

- 1972: Uchida Yoshikazu (Architekt) – Ono Seiichirō (Jurist) – Oka Shikanosuke (Maler) – Hayaishi Osamu (Biochemiker) – Imanishi Kinji (Ökologe) – Tanaka Michitarō (Philosoph) – Sakamoto Tarō (Historiker) – Kawakami Tetsutarō (Schriftsteller) – Nakamura Utaemon VI. (Kabuki Darsteller) – Kusube Yaichi (Kunstkeramiker)

- 1973: Katsuki Yasuji (Physiologe) – Kubo Ryōgo (Physiker) – Setō Shōji (Ingenieur Elektrotechnik) – Taniguchi Yoshirō (Architekt) – Kajima Morinosuke (Geschäftsmann, Diplomat) – Kawaguchi Matsutarō (Dramatiker) – Saitō Hideo (Cellist, Dirigent) – Sawada Seikō (Bildhauer) – Kaionji Chōgorō (Schriftsteller) – Nagai Tatsuo (Schriftsteller)

- 1974: Ishizaka Kimishige (Mediziner) – Leo Esaki (Physiker) – Sugiyama Yasushi (Maler) – Nagata Takeshi (Geowissenschaftler) – Hashimoto Meiji (Maler) – Ishida Mosaku (Archäologe) – Sugimura Haruko (Schauspielerin) – Takahashi Kamekichi (Wirtschaftshistoriker) – Takii Kōsaku (Schriftsteller) – Yamauchi Tokuryū (Philosoph)

- 1975: Ebashi Setsurō (Physiologe) – Tasaki Hirosuke (Maler) – Nakagawa Kazumasa (Maler) – Hironaka Heisuke (Mathematiker) – Ōtsuka Hisao (Wirtschaftshistoriker) – Inoue Yachiyo (Nihon-Buyō-Tänzerin) – Saitō Takeshi (Anglist) – Funabashi Seiichi (Schriftsteller) – Yokota Kisaburō (Jurist) – Yoshiki Masao (Schiffbauingenieur)

- 1976: Inoue Yasushi (Schriftsteller) – Kimura Motō (Genetiker) – Morishima Michio (Ökonom) – Kaizuka Shigeki (Historiker) – Kiyomizu Rokubē (Keramikkünstler) – Kurosawa Akira (Regisseur) – Sakamura Tetsu (Genetiker) – Serizawa Keisuke (Färber, Designer) – Numachi Fukusaburō (Maschinenbauingenieur) – Matsumoto Shigeharu (Journalist)

- 1977: Sakurada Ichirō (Chemiker) – Tamiya Hiroshi (Mikrobiologe) – Nakamura Hajime (Philosoph, Buddhologe) – Niwa Fumio (Schriftsteller) – Yamamoto Kyūjin (Maler) – Ōtaguro Motō (Musikkritiker) – Oka Yoshitake (Politikwissenschaftler) – Kotani Masao (Physiker) – Nakanishi Gotō (Dichter) – Nishikawa Yasushi (Kalligraph)

- 1978: Ozaki Kazuo (Schriftsteller) – Sugimura Takashi (Biochemiker) – Nambu Yōichirō (Physiker) – Ogura Yuki (Malerin) – Kon Hidemi (Schriftsteller) – Takei Takeshi (Chemiker) – Tsuji Naoshirō (Linguist) – Tsuboi Seitarō (Geologe) – Fukuzawa Ichirō (Maler) – Matsumoto Kōshirō VIII. (Kabuki Darsteller)

- 1979: Imai Isao (Physiker) – Enchi Fumiko (Schriftstellerin) – Kuwabara Takeo (Literaturwissenschaftler) – Koiso Ryōhei (Maler) – Takahashi Shinji (Mediziner) – Takayama Tatsuo (Maler) – Tange Kenzō (Architekt) – Tsuji Kiyoaki (Politikwissenschaftler) – Fujima Kanjūrō VI. (Kabuki-Schauspieler) – Mutō Kiyoshi (Architekt)

- 1980: Andō Seikū (Kalligraph) – Shimizu Takashi (Bildhauer) – Suenaga Masao (Archäologe) – Tanaka Jirō (Jurist) – Takahashi Hidetoshi (Physiker) – Takayanagi Kenjirō (Ingenieur Elektrotechnik) – Tsuda Kyōsuke (Pharmakologe) – Nakamura Teijo (Dichterin) – Nakamura Ganjirū II. (Kabuki-Schauspieler) – Yamaguchi Kayō (Maler)

### 1981 bis 1990
- 1981: Arisawa Hiromi (Wirtschaftswissenschaftler) – Yamamoto Kenkichi (Literaturwissenschaftler) – Ogisu Takanori (Maler) – Okuda Gensō (Maler) – Tanabe Hisao (Musikwissenschaftler) – Tezuka Tomio (Literaturwissenschaftler) – Natori Reiji (Physiologe) – Morino Yonezō (Chemiker) – Yonekawa Fumiko (Koto-Spieler, Volksmusiker) – Fukui Kenichi (Chemiker)

- 1982: Ushijima Noriyuki (Maler) – Entsuba Katsuzō (Bildhauer) – Okada Yoshio (Biologe) – Kiyomoto Shizutayū (Rezitator) – Kawakami Masamitsu (Ingenieur Elektrotechnik) – Nakamura Mitsuo (Literaturkritiker) – Suzuki Takeo (Jurist) – Teshima Yūkei (Kalligraph) – Nishitani Keiji (Philosoph) – Hayashi Chūshirō (Physiker)

- 1983: Uemura Shōkō (Maler) – Uzawa Hirofumi (Wirtschaftswissenschaftler) – Egami Namio (Archäologe) – Kanatani Haruo (Biologe) – Kusano Shinpei (Dichter) – Tonegawa Susumu (Biologe) – Nakanoshima Kin’ichi (Komponist, Koto-Spieler) – Nishizawa Jun'ichi (Ingenieur) – Hibino Gohō (Kalligraph) – Yamamoto Toyoichi (Bildhauer)

- 1984: Ikeda Yōson (Maler) – Ishii Ryōsuke (Rechtshistoriker) – Ichiko Teiji (Literaturwissenschaftler) – Uchida Jun'ichi (Chemiker) – Satō Mikio (Mathematiker) – Tada Tomio (Immunologe, Schriftsteller) – Tsuchiya Bunmei (Literaturwissenschaftler, Dichter) – Tominaga Naoki (Bildhauer) – Onoe Shōroku II (Kabuki Darsteller) – Morishige Hisaya (Komiker, Schauspieler)

- 1985: Inose Hiroshi (Ingenieur Elektrotechnik) – Uno Nobuo (Kabuki Künstler)- Ōsumi Ken’ichirō (Jurist) – Tamura Kōnosuke (Maler) – Kanakura Enshō (Philosoph, Buddhologe) – Kondō Kenzō (Nō-Meister) – Takahashi Kenji (Literaturwissenschaftler) – Takahara Shigeo (Mediziner) – Nagakura Saburō (Chemiker) – Yoshii Junji (Maler)

- 1986: Ikenouchi Tomojirō (Musikpädagoge) – Oda Minoru (Astronom) – Kataoka Tamako (Maler) – Kawamori Yoshizō (Literaturwissenschaftler) – Komatsu Hitoshi (Maler) – Suzuki Hiromu (Ingenieur Maschinenbau) – Takamitsu Kazuya (Maler) – Dandō Shigemitsu (Jurist) – Hinuma Yorio (Mediziner) – Yamamoto Tatsurō (Historiker)

- 1987: Hōjō Hideji (Schriftsteller) – Inukai Takashi (Literaturwissenschaftler) – Iwasaki Shun’ichi (Elektrotechniker) – Ōkawa Kazushi (Wirtschaftswissenschaftler) – Kaneko Ōtei (Kalligraph) – Takada Makoto (Maler) – Tanikawa Tetsuzō (Philosoph) – Dan Katsuma (Biologe) – Chōsa Yoshiyuki (Graveur) – Nishizuka Yasutomi (Mediziner) – Hasuda Shūgorō (Gießer)

- 1988: Aoyama San'u (Kalligraph) – Inui Takao (Schiffbauingenieur) – Endō Shūsaku (Schriftsteller) – Oda Mikio (Leichtathlet)- Koshiba Masatoshi (Physiker) – Satō Taisei (Maler) – Suzuki Shintarō (Maler) – Takeuchi Rizō (Historiker) – Takehara Han (Tänzerin) – Togashi Gaiichi (Bauingenieur) – Miyamoto Mataji (Historiker) – Yamamura Yūichi (Mediziner) – Yuki Teiichi (japanische Küche)

- 1989: Asahina Takashi (Dirigent) – Ibuka Masaru (Industrieller) – Iwahashi Eien (Maler) – Shibaki Yoshiko (Schriftstellerin) – Saji Tadashi (Lackmeister) – Sen Genshitsu (Chadō Meister) – Soda Norimune (Maschinenbau-Ingenieur) – Nishikawa Tetsuji (Physiker) – Harada Kō (Politikwissenschaftler) – Mitsuda Hisateru (Agrarwissenschaftler) – Miyazaki Ichisada (Historiker) – Mori Hanae (Modedesignerin) – Morita Shigeru (Maler)

- 1990: Ide Nobumichi (Maler) – Uno Chiyo (Schriftstellerin) – Ōyama Yasuharu (Shōgispieler) – Okamoto Shunzō (Ingenieur Mechanik) – Tadamitsu Kishimoto (Mediziner) – Takemoto Koshijitayū (Puppenspieler) – Sekino Masaru (Architekturgeschichte) – Takahashi Setsurō (Kunsthandwerker) – Hirata Yoshimasa (Naturstoffwissenschaftler) – Hirayama Teruo (Philologe) – Maehata Hideko (Schwimmerin) – Masuda Shirō (Historiker) – Mori Shigefumi (Mathematiker) – Yoshika Taibi (Töpfer) – Watanabe Yoshio (Fotograf)

### 1991 bis 2000
- 1991: Akino Fuku (Maler) – Ashihara Yoshinobu (Architekt) – Azuma Tokuho (Tänzer) – Ishikawa Tadao (Historiker) – Itō Kiyonaga (Maler) – Umesao Tadao (Anthropologe) – Okamura Sōgo (Ingenieur Elektrotechnik) – Kagawa Aya (Mediziner) – Kamekura Yūsaku (Grafiker) – Kawakita Michiaki (Kunstkritiker) – Kawashima Takeyoshi (Jurist) – Kinoshita Keisuke (Regisseur) – Shiba Ryōtarō (Schriftsteller) – Numa Shōsaku (Molekularbiologe) – Hanafusa Hidesaburō (Genetiker)

- 1992: Asakura Isokichi (Kunstkeramik) – Imai Yūnoshin (Metallurge) – Umehara Takeshi (Philosoph) – Kataoka Nizaemon (Kabuki Darsteller) – Kawakami Tetsuharu (Baseballspieler) – Sakata Eio (Go-Spieler) – Shibata Minao (Komponist) – Shimada Kinji (Komparatist) – Tamura Kazuo (Maler) – Tamura Saburō (Chemiker) – Nishioka Tsunekazu (Schreinbaumeister) – Mukaibō Takashi (Chemiker) – Mukaiyama Teruaki (Chemiker) – Yamaguchi Seishi (Dichter) – Wakimura Yoshitarō (Wirtschaftswissenschaftler)

- 1993: Agawa Hiroyuki (Schriftsteller) – Ashibe Nobuyoshi (Jurist) – Oda Toshitsugu (Mediziner) – Kawano Shigetō (Wirtschaftswissenschaftler) – Kikkawa Eiji (Musikwissenschaftler) – Konō Rokurō (Linguist) – Shimura Fukumi (Weberin/Färberin) – Nakane Chie (Anthropologe) – Nishijima Kazuhiko (Physiker) – Tomiyama Seikin (Volksmusiker, Koto-Spieler) – Hirayama Ikuo (Pädagoge, Maler) – Furuhashi Hironoshin (Schwimmer) – Horio Masao (Chemieingenieur) – Murakami Santō (Kalligraph) – Yamada Isuzu (Schauspielerin)

- 1994: Ichikawa Kon (Regisseur) – Itō Masami (Jurist) – Itō Masao (Physiologe) – Inokuchi Hiroo (Chemiker) – Ueyama Shunpei (Philosoph) – Kojima Nobuo (Schriftsteller) – Sawada Toshio (Agraringenieur) – Takagi Noboru (Ingenieur Elektrotechnik) – Tsujimura Kōtarō (Wirtschaftswissenschaftler) – Onoe Baikō VII (Kabuki Darsteller) – Migishi Setsuko (Malerin) – Yasukawa Kazuko (Pianist) – Yokoyama Ryūichi (Mangaka) – Yoshimura Junzō (Architekt) – Yodoi Toshio (Bildhauer)

- 1995: Arata Yoshiaki (Ingenieur) – Ōkubo Fukuko (Künstler) – Okada Tokindo (Biologe) – Oho Fujio (Jurist) – Katō Tōichi (Maler) – Kondō Jirō (Luftfahrtingenieur) – Saikō Nobutsuna (Literaturwissenschaftler) – Saitō Kiyoshi  (Holzschnittkünstler) – Satō Isao (Jurist) – Sugioka Kason (Kalligraph) – Sugimoto Sonoko (Schriftsteller) – Takatsuki Kiyoshi (Mediziner) – Takahashi Manemon (Botaniker) – Nagayama Takeomi (Geschäftsmann) – Honda Yasuji

- 1996: Ishimoto Yasuhiro (Fotograf) – Okuda Azuma (Agrarwissenschaftler) – Kamijō Shinzan (Kalligraph) – Kobata Atsushi (Historiker) – Komiya Ryūtarō (Wirtschaftswissenschaftler) – Kondō Yoshimi (Dichter) – Sakai Toshiyuki (Ingenieur) – Tamura Gakuzō (Mikrobiologe) – Nanbata Tatsuoki (Maler) – Fujita Yoshio (Astronom) – Matsudaira Yoritsune (Komponist) – Moriya Tadashi (Maler) – Yanagihara Yoshitatsu (Bildhauer) – Yamamoto Saburō (Bauingenieur) – Yoshida Hidekazu (Musikkritiker, Essayist)

- 1997: Akimoto Shunichi (Geophysiker) – Ōoka Makoto (Dichter) – Kayama Matazō (Maler) – Kindaichi Haruhiko (Linguist, Philologe) – Saitō Makoto (Politikwissenschaftler) – Shibata Shōji (Pharmakologe) – Shimizu Tsukasa (Ingenieur) – Morishita Yōko (Ballerina) – Shindō Kaneto (Regisseur) – Setouchi Jakuchō (Schriftstellerin, Nonne) – Tabata Shigejirō – Nomura Tatsuji – Yoshimura Yūki (Schauspieler) – Fujita Kyōhei (Glaskünstler) – Honda Ken'ichi (Chemiker)

- 1998: Kobayashi Toan (Kalligraph) – Saitō Shigebumi (Ingenieur Elektrotechnik) – Shinohara Miyohei (Wirtschaftswissenschaftler) – Shirakawa Shizuka (Literaturwissenschaftler) – Sonoda Takahiro (Pädagoge, Pianist) – Tōyama Kazuyuki (Geschäftsmann, Musikkritiker) – Toyoshima Kumao (Virologe) – Noyori Ryōji (Chemiker) – Fukuōji Hōrin (Maler) – Maeda Egaku (Buddhologe, Mönch) – Mizukami Tsutomu (Schriftsteller) – Issey Miyake (Modedesigner) – Mori Mitsuko (Schauspielerin) – Mori Wataru (Mediziner) – Wakita Kazu (Maler)

- 1999: Aoki Ryūzan (Kunstkeramik) – Ōyama Chūsaku (Maler) – Kumagai Nobuaki (Ingenieur) – Konishi Jin'ichi (Komparatist) – Dan Ikuma (Komponist) – Tsuboi Kiyotari (Archäologe) – Nakanishi Kōji (Chemiker) – Ichimura Uzaemon XVII – Hinohara Shigeaki (Mediziner) – Hirano Ryūichi (Jurist) – Funakoshi Yasutake (Bildhauer) – Horikawa Kiyoshi (Ingenieur) – Marius Berthus Jansen (Japanologe) – Miura Shumon (Schriftsteller) – Yamada Yasuyuki (Agrarwissenschaftler)

- 2000: Ishii Yoneo (Historiker) – Yoshida Tamao (Puppenspieler) – Kawai Hayao (Psychologe) – Shigeyama Sensaku (Kyōgen Darsteller) – Shirakawa Hideki (Chemiker) – Tanaka Ikkō (Grafiker) – Tanabe Seiko (Schriftstellerin) – Tomizawa Junichi (Pharmakologe) – Nomiyama Gyōji (Maler) – Hatanaka Ryōsuke (Bariton) – Hayami Akira (Wirtschaftswissenschaftler) – Honjo Tasuku (Mediziner) – Masumoto Tsuyoshi (Physiker, Materialwissenschaftler) – Matsuo Toshio (Maler) – Yamane Yūzō (Kunsthistoriker) – Yokobori Takeo (Ingenieur Maschinenbau)

### 2001 bis 2010
- 2001: Nakamura Jakuemon IV (Schauspieler) – Akiyama Ken (Literaturwissenschaftler) – Inoki Masamichi (Politikwissenschaftler) – Sadako Ogata (Politikwissenschaftlerin, Diplomatin)- Seiji Ozawa (Dirigent) – Kawatake Toshio (Theaterwissenschaftler) – Kishi Yoshito (Chemiker) – Kyōgoku Junichi (Politikwissenschaftler) – Kobayashi Makoto (Physiker) – Nagata Shigekazu (Molekularbiologe) – Naruse Eizan (Kalligraph) – Hieda Kazuho (Maler) – Masukawa Toshihide (Physiker) – Miyoshi Akira (Komponist) – Yasuoka Shōtarō (Schriftsteller)

- 2002: Kōno Taeko (Schauspielerin) – Ōhira Santō (Kalligraph) – Odashima Yūshi (Anglist) – Gōkura Kazuko (Maler) – Shionoya Yūichi (Wirtschaftswissenschaftler) – Shimada Hiroshi (Tänzer) – Tanaka Kōichi (Chemiker) – Tsunewaki Kōichirō (Genetiker) – Totsuka Yōji (Physiker) – Donald Keene – Tonomura Akira (Physiker) – Kotsura Beichū III (Geschichtenerzähler) – Nakamura Shinya (Bildhauer) – Ōta Tomoko (Genetikerin) – Honma Nagayo (Politikwissenschaftler) – Yanagi Sōri (Produktdesigner)

- 2003: Andō Tadao (Architekt) – Iijima Sumio (Physiker) – Itagaki Yūzō (Kulturwissenschaftler) – Itō Kiyoshi (Mathematiker) – Ifukube Akira (Komponist) – Iwata Yasuo (Philosoph) – Yonekawa Toshiko (Koto-Spieler) – Endō Minoru (Komponist) – Kondō Jun (Physiker) – Suematsu Yasuharu (Ingenieur Nachrichtentechnik) – Sugano Haruo (Mediziner) – Tanuma Takeyoshi (Fotograf) – Sakata Tōjūrō IV (Kabuki Darsteller) – Bai Kōichi (Jurist) – Sono Ayako (Schriftstellerin)

- 2004: Akasaki Isamu (Ingenieur Elektrotechnik) – Arima Akito (Physiker) – Itō Nobuo (Architekt, Denkmalschützer) – Inoue Hisashi (Schriftsteller) – Ōhi Chōzaemon (Töpfer) – Shimada Shōzō (Maler) – Shikai Yōichi (Ökonom) – Takano Etsuko (Cineastin) – Takeichi Masatoshi (Biologe) – Nakanishi Susumu (Komparatist) – Ninagawa Yukio (Regisseur) – Hayami Yūjirō (Wirtschaftswissenschaftler) – Hiraiwa Yumie (Dramatikerin, Schauspielerin) – Yanagida Mitsuhiro (Molekularbiologe) – Yamada Yōji (Regisseur)

- 2005: Uchida Mitsuko (Pianistin) – Kaya Kōji (Chemiker) – Takemoto Sumitayū (Rezitator Puppentheater) – Hanayagi Toshinami (Tänzer) – Suzuki Akinori (Chemiker) – Takashina Shūji (Kunsthistoriker) – Tatehata Kakuzō (Bildhauer) – Tanaka Ikuzō (Chemiker) – Nagashima Shigeo (Baseballspieler) – Fujita Daigorō (Nō Meister) – Masaki Tomoo (Pharmakologe) – Mikazuki Akira (Jurist) – Mitani Taichirō (Politikwissenschaftler) – Mori Sumio (Dichter) – Wakita Haruko (Historikerin)

- 2006: Itō Hidesato (Physiker) – Takakura Ken (Schauspieler) – Kanemori Hiroo (Seismologe) – Kuriyama Masayoshi (Opern Regisseur) – Kurokawa Kishō (Architekt) – Shiba Yoshinobu (Historiker) – Takagi Seikaku (Kalligraph) – Asakura Setsu (Künstlerin) – Nakanishi Shigetada – Nakamura Shikan VII (Kabuki Darsteller) – Negishi Takashi (Wirtschaftswissenschaftler) – Maruya Saiichi (Schriftsteller) – Matsubara Ken'ichi (Molekularbiologe) – Mori Ken'ichi (Ingenieur Nachrichtentechnik) – Yamazaki Masakazu (Dramatiker)

- 2007: Iwatsuki Kunio (Botaniker) – Ebisawa Bin (Musikwissenschaftler) – Okutani Hiroshi (Maler) – Oda Shigeru (Jurist) – Karashima Noboru (Historiker) – Kawashima Yasunaru (Mediziner) – Kunitake Toyoki (Chemiker) – Sakurai Hideki (Chemiker) – Shiono Nanami (Schriftsteller) – Suzuki Akio (Chirurg) – Suzuki Chikuhaku (Maler) – Tanigawa Ken’ichi (Kulturanthropologe) – Dōmoto Hisao (Maler) – Nakadai Tatsuya (Schauspieler) – Hoshino Eiichi (Jurist)

- 2008: Asashima Makoto (Biologe) – Isogai Akira (Chemiker) – Ichiyanagi Toshi (Komponist, Pianist) – Okuda Sayume (Kunsthandwerkerin) – Kaneko Tōta (Dichter) – Sakaki Hiroyuki (Ingenieur Elektrotechnik) – Shimoda Kōichi (Physiker) – Shimomura Osamu  (Biochemiker) – Sumikawa Kiichi (Bildhauer) – Tominaga Ken'ichi (Soziologe) – Nagao Makoto (Ingenieur Nachrichtentechnik) – Nishida Tatsuo (Linguist) – Nomura Manzō (Nō Meister) – Funamura Tōru (Komponist) – Maki Asami (Ballerina, Choreographin) – Nakamura Tomijūrō[4]

- 2009: Akira Shizuo (Immunologe) – Iwasawa Shigeo (Maler) – Iwatani Tokiko (Texterin, Übersetzerin) – Katayama Kurōemon IX. (Nō Darsteller) – Kawada Junzō (Anthropologe) – Kusama Yayoi (Künstlerin) – Kozai Yoshihide (Astronom) – Kojima Shōji (Flamenco Tänzer) – Shiono Hiroshi (Jurist) – Sugiura Masahiro (Molekularbiologe) – Taniguchi Tadatsugu (Biologe) – Taihō Kōki (Sumōringer) – Yoshida Minosuke (Puppenspieler) – Miyao Tomiko (Schriftsteller) – Yamazaki Toshimitsu (Physiker)[5]

- 2010: Ichikawa Ennosuke III. (Kabuki-Schauspieler) – Sadaharu Oh (Baseballspieler und Manager) – Kazushi Ōno (Dirigent) – Yasuo Tanaka (Astronom) – Nakanichi Junko (Ingenieur) – Nakano Mitsutoshi (Literaturwissenschaftler) – Nakamura Minoru (Rechtsanwalt, Schriftsteller) – Fujishima Akira (Chemiker) – Furutani Sōin (Kalligraph) – Hosoe Eikō (Fotograf, Filmregisseur) – Matsuo Koya (Jurist) – Shigeru Mizuki (Mangaka) – Shin’ya Yamanaka (Mediziner) – Yoshinaga Sayuri (Schauspielerin)[6]

### 2011 bis 2020
- 2011: Iokibe Makoto (Politikwissenschaftler, Historiker) – Imai Masayuki (Töpfer) – Akira Endō (Biochemiker) – Ōtaki Hideji (Schauspieler) – Katagiri Yōichi (Literaturwissenschaftler) – Kuroiwa Tsuneyoshi – Kaga Otohiko (Schriftsteller) – Shiba Sukeyasu (Musiker) – Sugano Takuo (Ingenieur Elektrotechnik) – Tamao Kōhei (Chemiker) – Hashimoto Kentarō (Bildhauer) – Hibino Kōhō (Kalligraph) – Mōri Kazuko (Politiker) – Yamaguchi Masao (Anthropologe) – Yokomichi Mario (Nō-Forscher, Regisseur)[7]

- 2012: Asao Naohiro (Historiker) – Amari Shun’ichi (Mathematiker) – Anno Mitsumasa (Illustrator) – Iimori Taijirō (Dirigent) – Ōmura Satoshi (Biochemiker) – Okano Shun’ichirō (Fußballspieler) – Kaneko Hiroshi (Jurist) – Takenishi Hiroko (Schriftstellerin) – Tsutsumi Seiji (Geschäftsmann, Autor) – Nakaji Yūjin (Maler) – Nishida Atsuhiro (Astrophysiker) – Beppu Teruhiko (Biochemiker) – Matsumoto Kōshirō IX. (Kabukischauspieler) – Miyazaki Hayao (Regisseur) – Morokuma Keiji (Chemiker)

- 2013: Uemura Atsushi (Maler – Nihonga) – Okano Hirohiko (Dichter) – Kubota Jun (Literaturwissenschaftler) – Sakaki Yoshiyuki (Molekularbiologe) – Tsutsumi Tsuyoshi (Cellist) – Nakai Hisao (Übersetzer) – Hirokawa Nobutaka (Molekularbiologe) – Maki Fumihiko (Architekt) – Masuoka Fujio (Ingenieur Elektrotechnik) – Matsuzawa Tetsurō (Tierpsychologe) – Yanagita Toshio (Biophysiker) – Yamagishi Toshio (Sozialpsychologe) – Yamase Shōin (Musiker, Koto-Spieler) – Yoshikawa Tadao (Historiker) – Yoshimasu Gōzō (Sänger)

- 2014: Akiyama Kazuyoshi (Dirigent) – Amano Hiroshi (Physiker) – Kawasaki Shinjō (Indologe, Buddhologe) – Kinutani Kōji (Maler) – Kuroi Senji (Schriftsteller) – Koike Kazuo (Wirtschaftswissenschaftler) – Saitō Osamu (Wirtschaftswissenschaftler) – Satō Katushiko (Physiker, Astronom) – Tanaka Kenji (Mediziner) – Chiba Tetsuya (Mangaka) – Tokiwazu Eiju (Musiker) – Nakamura Shūji (Physiker) – Higuchi Hisako (Golfspieler) – Hōshō Kan (Nō-Schauspieler) – Yamakawa Tamio (Chemiker) – Yamamoto Akio (Chemiker) – Yuasa Jōji (Komponist)

- 2015: Ansai Yūichirō (Informatiker) – Ōsumi Yoshinori (Zellbiologe) – Okazaki Tsuneko (Molekularbiologe) – Onoe Kikugorō VII. (Kabuki-Schauspieler) – Kajita Takaaki (Physiker) – Kawabuchi Saburō (Fußballspieler) – Kuroyanagi Tetsuko (Schauspielerin) – Sasaki Takeshi (Politikwissenschaftler) – Nishimura Susumu (Molekularbiologe) – Nosaka Keiko (Koto Spielerin) – Nomura Mansaku (Kyōgen Spieler) – Nomoto Kan’ichi (Ethnologe) – Hashida Sugako (Autorin) – Hamakawa Yoshihiro (Physiker) – Mitani Goichi (Lackkünstler) – Minagawa Hiroko (Schriftstellerin)

- 2016: Iwai Katsuhito (Wirtschaftswissenschaftler) – Okai Takashi (Tanka Dichter) – Sugi Ryōtarō (Schauspieler, Sänger) – Tsumura Setsuko (Schriftstellerin) – Ozaki Yūhō (Kalligraph) – Ono Takashi (Kunstturner) – Komatsu Kazuhiko (Kulturanthropologe) – Koyama Yasuko (Kalligraphin) – Shinozaki Kazuo (Biologe) – Shirai Takashi (Südostasien Forscher) – Tanaka Nobuaki (Chorleiter) – Tsuji Nobuo (Kunsthistoriker) – Nishio Shōjirō (Informatiker) – Fukuyama Hidetoshi (Physiker) – Furui Sadoki (Toningenieur)

- 2017: Amenomiya Keiko (Bildhauerin) – Takemoto Komanosuke (traditionelle japanische Musik) – Yoshida Miyako (Balletttänzerin) – Kida Hiroshi (Virologe) – Sakaguchi Shimon (Immunologe) – Sugimoto Hiroshi (Fotograf) – Koshino Junko (Design) – Suzumura Kōtarō (Wohlfahrtsökonom) – Takahashi Mutsuo (Haiku, Tanka Dichter) – Tōno Haruyuki (Althistoriker) – Nakamura Kichiemon II. (Kabuki Spieler) – Nakamiya Shū (Mediziner, Biochemiker) – Miyake Yoshinobu (Gewichtheber) – Murai Shinji (Chemiker) – Muramatsu Michio (Verwaltungswissenschaftler)

- 2018: Atōda Takashi (Schriftsteller, Kalligraph) – Ikebe Shin’ichirō (Komponist) – Ishike Keidō (Kalligraph) – Itō Toyō (Architekt) – Ui Michio (Pharmakologe) – Ueda Shizuteru (Philosoph) – Egashira Kenjirō (Jurist) – Ōtsuki Bunzō (Nō Spieler) – Kasaya Yukio (Skispringer) – Kataoka Nizaemon X. (Kabuki Spieler) – Kitagawa Furamu (Art Director) – Shiokawa Tetsuya (Romanist) – Shinkai Seiji (Chemiker) – Takagi Nobuko (Schriftstellerin) – Tokura Shun'ichi (Musiker) – Fukuhara Yoshiharu (Unternehmensmäzen) – Murata Yoshihiro (Essenskultur) – Mogi Yūsaburō (Essenskultur) – Mori Kazutoshi (Zellbiologe) – Yamamoto Hisashi (Chemiker)

- 2019: Ishii Motoko (Lichtkünstler) – Inoki Takenori (Arbeitsmarktökonom) – Uda Kiyoko (Haikuistin) – Ōbayashi Nobuhiko (Drehbuchautor) – Kanade Takeo (Informatiker) – Kōzen Hiroshi (Sinologe) –  Kobayashi Yoshinori (Linguist) – Kondō Takao (Biologe) – Sasakawa Yōhei (Vorsitzender der Nippon Foundation, für gesellschaftliche Verdienste) – Sasaki Takuji (Genetiker) – Satō Tadao (Filmkritiker) – Tabuchi Toshio (Nihonga) – Hagio Moto (Manga) – Baba Akiko (Dichterin) – Bandō Tamasaburō V. (Kabukischauspieler) – Fujiwara Shin’ichirō (Förderer des Behindertensports) – Miyagi Nōhō (Tanz) – Miyamoto Shigeru (Game-Entwickler) – Yanagisawa Masashi (Mediziner) – Yoshino Akira (Ingenieur) – Watanabe Misa (Kulturförderung)

- 2020: Itō Shuntarō (Wissenschaftsphilosoph) – Ōishi Shin’ichi (Mathematiker) – Katō Sawao (Kunstturner) – Kimura Daisaku (Filmemacher) – Kiyotaki Nobuhiro (Ökonom) – Konno Tsutomu (Filmproducer) – Saegusa Shigeaki (Komponist) – Sakai Masatoshi (Musikförderer) – Sugiyama Kōichi (Komponist) – Suzuki Kōichi (Musikmäzen) – Takahashi Shū (Maler) – Taki Hisao (Geschäftsmann) – Tokura Yoshinori (Physiker) – Tsurusawa Seiji (Shamisen-Spieler) – Nishikawa Kiyoshi (Stand-up-Comedian, Manzai) – Harashima Fumio (Ingenieur) – Fukuō Shigejūrō (Nō-Spieler) – Hotta Yoshiki (Genetiker) – Moriguchi Kunihiko (Färber) – Yamaguchi Kazuo (Soziologe)[8]

### 2021 bis 2030
- 2021: Aoyagi Masanori (Kunsthistoriker + Archäologe) – Ishige Naomichi (Kulturanthropologe) – Uchida Nobuko (Psychologin) – Ōshima Yumiko (Mangaka) – Kayama Yūzō (Schauspieler + Sänger) – Kara Jūrō (Schauspieler) – Kawai Maki (Chemikerin) – Suzuki Atsuto (Physiker) – Suda Tatsuo (Mediziner) – Taniguchi Yoshio (Architekt) – Tomino Yoshiyuki (Regisseur) – Toyotake Sakitayū (Puppenspieler) – Nakatani Takehide (Judoka) – Nakamura Yusuke (Genetiker) – Nishikawa Senzō (Nihon Buyō) – Hori Takeo (Kunstförderer) – Matsuoka Kyōko (Schriftstellerin) – Morino Taimei (Kunstkeramiker) – Yamagami Michio (Liedtexter) – Yamaguchi Nakami (Linguistin) – Manabe Shukurō (Meteorologe)[9]

- 2022: Andō Motoo (Literaturwissenschaftler + Dichter) – Iga Ken’ichi (Elektroingenieur) – Ikehata Shunsaku (Dramaturg) – Katō Hifumi (Shōgispieler) – Kawahara Toshio (Nagauta) – Kōike Kazuko (Creative Director) – Koyama Sadao (Rechtshistoriker) – Shimizu Sakayu (Mikrobiologe) – Sekine Seizō (Bibelwissenschaftler) – Takase Kōichirō (Historiker) – Tsujihara Noboru (Schriftsteller) – Teshigawara Tsuneyasu (Nihon Buyō) – Nagai Teiji (Textilfärber) – Nakaya Fujiko (Bildhauerin) – Nishikawa Keiko (Physikochemikerin) – Harima Yasuo (Kunstförderer) – Matsutōya Yumi (Sängerin + Songschreiberin) – Yamamoto Tōjirō (Nō) – Sawamatsu Kazuko (Tennisspielerin) – Yoshida Minoru (Chemiker)[10]